# Pristimantis nervicus
Pristimantis nervicus är en groddjursart som först beskrevs av Lynch 1994.  Pristimantis nervicus ingår i släktet Pristimantis och familjen Strabomantidae. IUCN kategoriserar arten globalt som livskraftig. Inga underarter finns listade i Catalogue of Life.